# Isodictya ciocalyptoides
Isodictya ciocalyptoides är en svampdjursart som först beskrevs av Burton 1935.  Isodictya ciocalyptoides ingår i släktet Isodictya och familjen Isodictyidae. Inga underarter finns listade i Catalogue of Life.